# Antoine Duchesne
Antoine Duchesne (ur. 12 września 1991 w Saguenay) – kanadyjski kolarz szosowy. Olimpijczyk (2016).

## Osiągnięcia
Opracowano na podstawie:

2009
- 1. miejsce w mistrzostwach Kanady juniorów (jazda indywidualna na czas)

2013
- 3. miejsce w mistrzostwach Kanady (start wspólny)

2014
- 2. miejsce w La Poly Normande

2015
- 3. miejsce w La Poly Normande

2016
- 1. miejsce w klasyfikacji górskiej Paryż-Nicea

2018
- 1. miejsce w mistrzostwach Kanady (start wspólny)

2021
- 2. miejsce w mistrzostwach Kanady (start wspólny)

## Rankingi
| Rok              | 2012 | 2013 | 2014 | 2015 | 2016  | 2017  | 2018  | 2019  | 2020  | 2021 | 2022  |
| ---------------- | ---- | ---- | ---- | ---- | ----- | ----- | ----- | ----- | ----- | ---- | ----- |
| World Ranking    |      |      |      |      | 694.  | 1612. | 750.  | 2086. | 1452. | 687. | 1455. |
| UCI Europe Tour  | -    | -    |      | 400. | 1219. | 1410. | 1777. |       |       |      |       |
| UCI America Tour | 195. | 98.  |      | -    | 170.  | -     | 32.   | 316.  | 128.  | 74.  | 201.  |
|                  |      |      |      |      |       |       |       |       |       |      |       |
| Źródło: UCI      |      |      |      |      |       |       |       |       |       |      |       |